# Hubert Kornelisz Poot

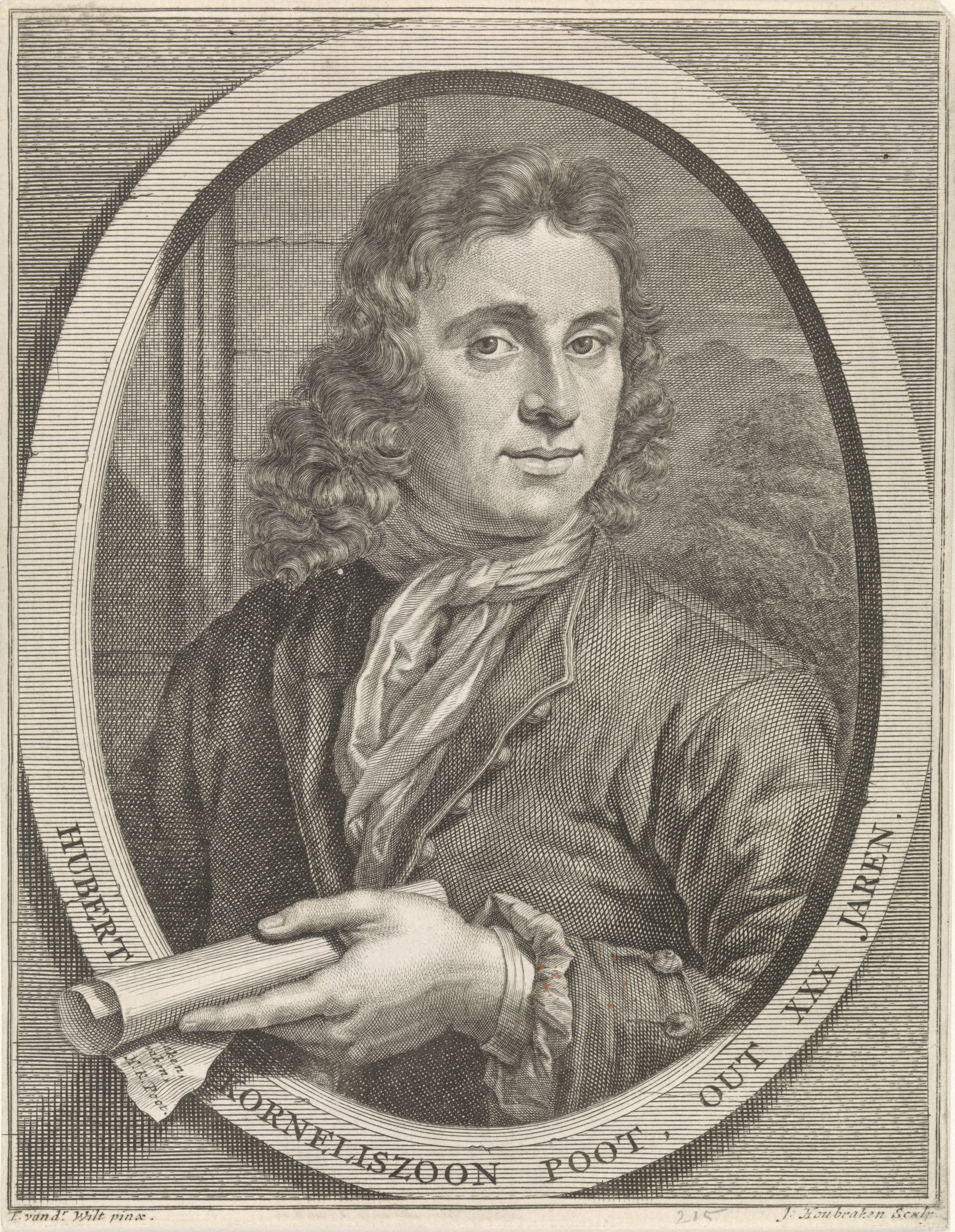
Portret van H.K. Poot (1722-1726) Jacob Houbraken naar een schilderij van Thomas van der Wilt

Hubert Korneliszoon Poot (Abtswoude, 29 januari 1689 - Delft, 31 december 1733) was een Nederlands dichter, wiens werk aansluit bij zowel de klassiek georiënteerde poëzie van bijvoorbeeld Vondel, als bij de gevoelige stemmingspoëzie uit de 18e eeuw. Poot stond ook aan de basis van een ommekeer in de Nederlandse literatuur: hij nam zich voor om te proberen van zijn pen te leven en, wat heel ongebruikelijk was in de 17e eeuw, daarnaast geen ander beroep uit te oefenen. Naast brooddichter trad hij ook op als uitgever.

## Leven
Aanvankelijk was Poot boer. Dat hij als boerenzoon de Latijnse school niet bezocht, heeft hem echter niet belet om door middel van vertalingen vertrouwd te geraken met de klassieke auteurs. Dat blijkt uit de vele klassieke toespelingen die in zijn gedichten te vinden zijn. Zo is zijn Akkerleven (uit Gedichten, verschenen in 1722) een navolging van wat Horatius schreef in zijn verheerlijking van het leven van de boer. Het succes van zijn in 1716 gepubliceerde Mengeldichten (herdrukt in 1718) bracht hem er in 1723 toe om zich in Delft te vestigen en zich geheel aan de literatuur te wijden. Dat draaide echter uit op een teleurstelling (hij viel ten prooi aan drankzucht en depressie) en een jaar later keerde hij terug naar zijn dorp.
Na zijn huwelijk met Neeltje 't Hart in 1732 verhuisde hij opnieuw naar Delft, waar hij na een jaar aan een nierziekte overleed.

## Werk
Poot was een weinig origineel dichter. Hij schreef veel gelegenheidsgedichten, waarmee hij succes oogstte, maar die nu grotendeels in de vergetelheid zijn geraakt. Sommige van zijn verzen werden echter ook nog in de 19e eeuw gelezen en bereikten een klassieke status. Tijdens zijn leven werd hij veel bezocht door allerlei hoogwaardigheidsbekleders en studenten, want zij wilden allemaal wel kennismaken met de boer die dichten kon, dit kwam immers bij eenvoudige mensen nooit voor. Poot sloofde zich ook uit om de status van poeta doctus, de geleerde dichter te verkrijgen. Te dien einde verweefde hij in zijn gedichten allerlei klassieke toespelingen en mythologische gegevens, waaruit zijn geleerdheid moest blijken. Hij had er nog succes mee ook, want al gauw na de publicatie van zijn eerste Gedichten volgde een herdruk, en iedereen wilde meer weten over die dichtende boer. Opdrachten voor gelegenheidsdichten begonnen binnen te stromen en zo kon Poot zijn ideaal, het dichten om den brode, verwezenlijken. Hij werd zelfs opgenomen in de Delftse artistiek-intellectuele vriendenkring. De publicatie uit 1722 door uitgever Reinier Boitet werd een royale editie van "Gedichten" met speciaal daarvoor gemaakte gravures.
Tegenwoordig zijn nog wel de erotisch getinte minnedichten in trek, afkomstig uit zijn 'Mengeldichten' (Mars en Venus' beddepraet, De verliefde Venus en De maen by Endymion). Deze werden in 1964 als Minnezangen apart uitgegeven.
Zijn natuurgedichten (Akkerleven, Nacht) behoren tot zijn betere werk.
De Schoolmeester schreef een kort en puntig grafschrift voor hem:
Hier ligt Poot,
Hij is dood.